# Martín Arzola Ortega
Martín Arzola Ortega (Guadalajara, Jalisco, 1976 o 1977-Zapopan, Jalisco, 31 de julio de 2019), conocido por su alias El 53, fue un narcotraficante mexicano y exlíder de alto rango del Cártel de Jalisco Nueva Generación (CJNG). Trabajó bajo las órdenes de Nemesio Oseguera Cervantes (alias "El Mencho"), el máximo líder del CJNG. Arzola Ortega comenzó su carrera criminal en 1998 como ladrón de camiones de carga y finalmente se unió al Cártel del Milenio, el grupo antecesor del CJNG. Después de que varios de sus jefes fueran arrestados y/o asesinados, fundó el CJNG con otros desertores en la década de 2010.
Arzola Ortega fue responsable de liderar un escuadrón de asesinos en varios municipios de Jalisco para luchar contra La Resistencia, un grupo rival del CJNG. Utilizó una red de agentes de policía para otorgar protección a sus operaciones y facilitar sus actividades relacionadas con las drogas. En 2011, fue arrestado por la Policía Federal mexicana y acusado de tráfico de drogas, participación en el crimen organizado y posesión de armas de fuego exclusivas del ejército. Fue sentenciado a 24 años de prisión en 2015, y cumplía su condena en el Centro Federal de Readaptación Social No. 1, un penal de máxima seguridad en el Estado de México. Fue liberado a finales de 2018 y asesinado en Jalisco en 2019.

## Primeros años y carrera
Martín Arzola Ortega nació en Guadalajara, Jalisco, en 1976 o 1977. Tenía otros alias como El Gordo, El Señor y El Negro. Arzola Ortega inició su carrera criminal en 1998 robando camiones de carga. Fue detenido y condenado a ocho meses por este delito. Al salir de prisión continuó con su actividad criminal y se unió al Cártel del Milenio. Mientras estuvo en el Cártel del Milenio, el grupo criminal trabajó estrechamente con el Cártel de Sinaloa, y específicamente con uno de sus líderes, Ignacio "Nacho" Coronel Villarreal. El Cártel del Milenio estaba encabezado por Óscar Orlando Nava Valencia (alias "El Lobo"), quien tenía estrechos vínculos con Coronel Villarreal.
A finales de la década de 2000, varios miembros del Cártel del Milenio fueron arrestados y/o asesinados por las fuerzas de seguridad, lo que provocó una ruptura organizativa en el grupo criminal. El 28 de octubre de 2009, El Lobo fue arrestado por el Ejército en Guadalajara. Varios meses después, el 9 de mayo de 2010, las fuerzas de seguridad arrestaron a Juan Carlos Nava Valencia (alias "El Tigre"). Más tarde ese año, Coronel Villarreal fue asesinado en un enfrentamiento con el Ejército Mexicano. El vacío de poder dejado por la muerte de Coronel Villarreal provocó una guerra interna dentro del Cártel del Milenio; en un frente, Arzola Ortega, Érick Valencia Salazar (alias "El 85") y Nemesio Oseguera Cervantes (alias "El Mencho") querían comandar el Cártel del Milenio. El otro frente, estaba encabezado por Elpidio Mojarro Ramírez (alias "El Pilo") y Víctor Manuel Torres García (alias "El Papirrín"). Arzola Ortega y su facción finalmente fundaron en la década de 2010 un nuevo grupo criminal, el Cártel de Jalisco Nueva Generación (CJNG), mientras que el otro grupo de desertores fundó La Resistencia.
Según la Secretaría de Seguridad Pública de México (SSP), Arzola Ortega era el jefe de sicarios del CJNG en los municipios de Guadalajara, Zapopan, Tonalá, Tlaquepaque y Tlajomulco de Zúñiga, en Jalisco. Su papel era liderar a los sicarios del CJNG contra La Resistencia. Las autoridades creían que estaba involucrado en múltiples asesinatos en el Área metropolitana de Guadalajara; estas investigaciones de asesinato lo acusaron de ser tanto autor material como intelectual. Además, tenía una red de contactos dentro de las fuerzas policiales de Jalisco que lo mantenían informado de las ventas de drogas en las tiendas locales. La SSP lo acusó de ser responsable de gestionar la distribución de drogas del CJNG en Guadalajara y su área extendida. También utilizó la fuerza policial para otorgar protección a las operaciones del CJNG. La SSP afirmó que reportaba directamente a El Mencho, el líder máximo del CJNG. Para operar sin ser detectado por sus rivales, utilizó el alias de Ramón Franco Zavala.

## Arresto y encarcelamiento
El 13 de julio de 2011, la Policía Federal Mexicana (PF) arrestó a Arzola Ortega en Tlajomulco de Zúñiga luego de un gran operativo realizado en el área metropolitana de Guadalajara que se lanzó para aprehenderlo. Una vez detenido, Arzola Ortega fue entregado a la Subprocuraduría de Investigación Especializada en Delincuencia Organizada (SIEDO), para determinar su estatus legal.
El 19 de julio de 2011, un juez federal otorgó a la Procuraduría General de la República (PGR) de México una prisión preventiva de 40 días contra Arzola Ortega por los delitos de delincuencia organizada y posesión ilegal de armas de fuego. Una vez concluida la prisión preventiva, un juez federal ordenó su traslado a prisión el 5 de septiembre de 2011. Arzola Ortega fue enviado al Centro Federal de Readaptación Social No. 1 (también conocido como "Altiplano"), una prisión de máxima seguridad en Almoloya de Juárez, Estado de México.

## Condena y liberación
El 9 de diciembre de 2015, Arzola Ortega fue sentenciado a 24 años de prisión por un tribunal federal con sede en Toluca, Estado de México. Sus cargos fueron participación en el crimen organizado, tráfico de drogas y posesión de armas exclusivas para militares.
En septiembre de 2018, Arzola Ortega fue liberado de prisión. Las razones de su liberación no se conocieron públicamente en ese momento, pero las autoridades federales confirmaron después de su muerte que el equipo de defensa de Arzola Ortega apeló la sentencia cuando fue oficiada. En 2016, un tribunal ordenó que se revisara el caso. Un magistrado de la corte de apelaciones rechazó el veredicto del juez en 2018 después de considerar que la PGR no tenía pruebas suficientes contra Arzola Ortega, revirtiendo así la sentencia de 24 años. El único cargo penal que Arzola Ortega mantuvo fue posesión ilegal de armas de fuego, que fue una condena de cuatro años. Como ya había estado en prisión durante más de cuatro años, fue liberado.

## Muerte
A las 16:20 horas del 31 de julio de 2019, Arzola Ortega fue asesinado por sicarios dentro de un restaurante Carl's Jr. en el centro comercial Plaza Galerías en Zapopan. Según informes policiales, dos agresores entraron al restaurante para matar a Arzola Ortega, quien estaba comiendo con su tía y su sobrino. Tras matarlo, uno de los pistoleros comenzó a disparar contra el resto de personas que se encontraban en el interior del restaurante. Los clientes se refugiaron debajo de las mesas mientras los pistoleros les disparaban. Varias personas resultaron heridas en el ataque. María Luisa Aguirre Solís, esposa del Gobernador de Nayarit Antonio Echevarría García, casualmente se encontraba comiendo con sus dos hijos en el mismo restaurante. Cuando comenzó el tiroteo, sus guardaespaldas respondieron al ataque y mataron a uno de los agresores. Las autoridades de Jalisco afirmaron que los escoltas mataron a los agresores para proteger la vida de las personas que se encontraban dentro del restaurante.A la mañana siguiente, una señora que se identificó como esposa de Arzola Ortega reclamó el cuerpo en el Servicio Médico Forense (SEMEFO). Confirmó que Arzola Ortega tenía 42 años.